# John R. Dilworth
John Russell Dilworth (Nueva York, 14 de febrero de 1963), también conocido como Dilly, es un animador independiente, director y actor estadounidense. Es más conocido como el creador, productor, director y escritor de la serie animada Courage the Cowardly Dog.
Dilworth asistió a la Escuela de Artes Visuales de Nueva York, donde se graduó en 1985 como licenciado en bellas artes. Después se convirtió en director de arte publicitario en las compañías Baldi, Bloom y Whelan, pero continuó trabajando en sus propias películas durante su tiempo libre, proporcionando mucho de su propia financiación. Su corto animado The Chicken from Outer Space, producido con Hanna-Barbera, fue nominado a un premio de Óscar en 1996. Más tarde, trabajó con Cartoon Network para transformar el corto en la serie Courage the Cowardly Dog. Dilworth es el presidente de Stretch Films, un estudio de diseño y animación fundado en 1991 y con sede en Nueva York. También trabajó en la secuencia de apertura original de Nicktoons y para la serie Doug. Dilworth creó una serie de siete cortos animados para Plaza Sésamo, usando la obra de arte Keith Haring, producida con Klasky Csupo.
Su corto, Angry Cabaret se presentó en el Animation Weekend de MTV en 1994. Su primer trabajo de gran notoriedad fue The Dirdy Birdy, que se estrenó en Cartoon Sushi de MTV y luego se convirtió en una tira cómica publicada en Animation World Magazine. Fue asesor de animación de Gumby: La Película y fue también uno de los directores de Drew Carey's Green Screen Show. Dilworth apareció en secuencias de pixilación en el corto animado Subconscious Password (2013), de Chris Landreth.

## Stretch Films
Dilworth fundó Stretch Films Inc. en 1991. Este estudio de animación produjo Courage the Cowardly Dog para Cartoon Network y múltiples cortometrajes independientes como Life in Transition (2005) y Goose in High Heels (2017). Su pequeña sede está ubicada en la ciudad de Nueva York y la primera producción con la que obtuvo reconocimiento internacional fue el corto The Dirdy Birdy (1995), el cual se hizo con animación tradicional en celuloide. Según Dilworth, tal trabajo fue tan costoso y laborioso que casi dejó al estudio en bancarrota. Seguidamente produjo The Chicken From Outer Space (1996) para Hanna-Barbera. Aunque este nació como otro proyecto independiente ante la necesidad de obtener el financiamiento de otra compañía, fue nominado a un premio Óscar en la categoría de mejor cortometraje animado y sirvió como episodio piloto para Courage the Cowardly Dog, serie cuyos derechos le pertenecen a Cartoon Network. En 1998, el estudio experimentó una expansión para satisfacer las demandas de producir dicho programa. Luego de este proyecto, Stretch Films ha continuado produciendo cortometrajes independientes que se han exhibido en numerosos festivales de cine. Esto incluye a Howl If You Love Me, cuya realización se documentó a través de una serie de vídeos publicados en el canal de YouTube del estudio.

## Producciones
- Pierre (1985) (película estudiantil)
- The Limited Bird  (1989)
- When Lilly Laney Moved In (1991)
- Psyched for Snuppa (1992) (Klasky Csupo y Jumbo Pictures para Nickelodeon)
- Smart Talk with Raisin  (1993) (Aparecido en Liquid Television de MTV, en 1994)
- El Dirdy Birdy (MTV) (1993) (reestrenado en 2014)
- Angry Cabaret (1994) (También apareció en MTV Animation Weekend)
- Cartoon Network (ID's) (1994–1997)
- The Chicken from Outer Space (1995)
- Noodles and Nedd (1996) (más tarde aparecieron en Plaza Sésamo)
- Big Bag: Ace and Avery (1998)
- Hector the Get-Over Cat (1998) - pedido por Nickelodeon.
- A Little Curious (cortometrajes) (1999)
- Catch of the Day (presentando Fideos y Nedd) (2000)
- Courage the Cowardly Dog (serie) (1999–2002)
- The Mousochist (2001)
- Life in Transition (2005)
- The Return of Sergeant Pecker  (2006, acreditado como Pierre Delarue)
- Garlic Boy (2008)
- Rinky Dink (2009)
- Bunny Bashing (2011)
- The Fog of Courage (2014) - Un corto especial CGI protagonizando por Courage the Cowardly Dog.
- Dirdy Birdy II: A Night at Club Sheik (2015) - Un fallido proyecto/secuela Kickstarter de The Dirdy Birdy.
- Goose in High Heels  (2017)
- Viva Las Vegas (2019)

## Premios y distinciones
| Año  | Premio        | Categoría                  | Película                     | Resultado |
| ---- | ------------- | -------------------------- | ---------------------------- | --------- |
| 1996 | Premios Óscar | Mejor cortometraje animado | The Chicken From Outer Space | Nominado  |